# Пола Гън Алън
Пола Гън Алън (на английски: Paula Gunn Allen) е американска поетеса, писателка и литературоведка. Баща ѝ има ливански произход, а майка ѝ – сиукско-лагунски. Книгите ѝ са повлияни от индианските традиции и феминизма.
1. ↑  YTyBAAAAQBAJ //  Гугъл книги.
2. ↑  www.latimes.com